# ハーブ・ペダーセン
ハーバート・ジョゼフ・ペダーセン（Herbert Joseph Pedersen、1944年4月27日、カリフォルニア州バークレー生）は、過去50年の間にカントリー、ブルーグラス、プログレッシブ・ブルーグラス、フォーク、フォークロック、カントリーロックなどのさまざまな音楽スタイルで演奏してきたアメリカのミュージシャン、ギタリスト、バンジョー奏者、シンガーソングライターおよび俳優で、数多くのバンドでさまざまなミュージシャンと共演してきた。

## バイオグラフィー
ペダーセンはクリス・ヒルマンとしばしば共演し、この二人は一時期デザート・ローズ・バンドのメンバーでもあった。ペダーセンはまた、ブルーグラス・カーディナルズのメンバーだった時に書いた「クロスロード・カフェ」の曲の作詞家兼演奏者であるブルーグラス・ベーシストのビル・ブライソンが参加する、ローレル・キャニオン・ランブラーズという彼自身のバンドのリーダーでもあった。その他にジョン・フォガティ、マッドクラッチ、パイン・ヴァレー・ボーイズ、マイケル・マーティン・マーフィー、アール・スクラッグス、ディラーズ、スモーキー・グラス・ボーイズ、ニュー・ケンタッキー・コーネルズ、オールド・アンド・イン・ザ・ウェイ、デヴィッド・グリスマン、ピーター・ローワン、バッサー・クレメンツ、グラム・パーソンズ、エミルー・ハリス、スキップ・バッティン、トニー・ライス、ダン・フォーゲルバーグ、スティーヴン・スティルス、リンダ・ロンシュタット、クリス・クリストファーソン、ジョン・プライン、ジャクソン・ブラウン、ジョン・デンバー、ジョン・ジョーゲンソン、リーランド・スカラー、デヴィッド・ブロムバーグ、ドゥービー・ブラザーズ、ヴィンス・ギルとライス・ライス・ヒルマン&ペダーセン、ヴァーン・アンド・レイなどとも共演している。

## ディスコグラフィー

### リーダーとして
- Southwest（1976年）エピック PE 34225
- Sandman（1977年）エピック PE 34933
- Lonesome Feeling（1984年）シュガーヒル・レコード（英語版） SH-3738

### バンドメンバーとして
- San Francisco 1968, Vern & Ray With Herb Pedersen（2006年）アーフーリー・レコード CD 524
- Wheatstraw Suite、ディラーズ（英語版）（1968年）、エレクトラ EKS-74035
- Copperfields、デイラーズ（1970年）、エレクトラ EKL-74054
- Live in Holland 1973、ニュー・ケンタッキー・コーネルズ（英語版）（2013年）Roland White Music – RW0001
- Here Today、デヴィッド・グリスマン、ハーブ・ペダーセン、ヴィンス・ギル、ジム・ブキャナン（英語版）、エモリー・ゴーディ・ジュニア（英語版） (1982) ラウンダー・レコード – 0169
- The Desert Rose Band、 デザート・ローズ・バンド、クリス・ヒルマンおよびジョン・ジョーゲンソン（英語版）と（1987年）MCAレコード MCA-5991
- Running、デザート・ローズ・バンド、クリス・ヒルマンおよびジョン・ジョーゲンソンと（1988年）MCAレコード MCA-42169
- Pages Of Life、デザート・ローズ・バンド、クリス・ヒルマンおよびジョン・ジョーゲンソンと（1990年）MCAレコード MCA-42332
- True Love、デザート・ローズ・バンド、クリス・ヒルマンおよびジョン・ジョーゲンソンと（1991年）MCAレコード MCAD-10407
- Bluegrass Reunion、レッド・アレン（英語版）、デヴィッド・グリスマンらと共演(1992年） Acoustic Disc ACD-4
- Rambler's Blues、ローレル・キャニオン・ランブラーズ（1995年）シュガーヒル・レコード（英語版） SHCD-3834
- Rambler's Blues 2、ローレル・キャニオン・ランブラーズ（1996年）シュガーヒル・レコード（英語版） SHCD-3852
- Out of the Woodwork、トニー・ライス、ラリー・ライス、クリス・ヒルマンと（1997年）ラウンダー・レコード CD0390
- Back On The Street Again、 ローレル・キャニオン・ランブラーズ（1998年）シュガーヒル・レコード（英語版） SHCD-3881
- Rice、Rice、Hillman & Pedersen、トニー・ライス、ラリー・ライス、クリス・ヒルマンと（1999年）ラウンダー・レコード 11661-0450-2
- Way Out West、クリス・ヒルマンと（2002年）バックポーチ・レコード（英語版） – 72438-11978-2-0
- At Edwards Barn、クリス・ヒルマンと（2010年）ラウンダー・レコード 11661-0652-2

### コラボレーション
- 『リンダ・ロンシュタット』 - リンダ・ロンシュタット（1971年）
- 『ドント・クライ・ナウ』 - リンダ・ロンシュタット（1973年）
- 『グリーヴァス・エンジェル』 - グラム・パーソンズ（1974年）
- 『フォール・イントゥ・スプリング（英語版）』 - リタ・クーリッジ（1974年）
- 『悪いあなた』 - リンダ・ロンシュタット（1974年）
- 『緑の天使』 - エミルー・ハリス（1975年）
- 『エリート・ホテル』 - エミルー・ハリス（1975年）
- 『哀しみのプリズナー』 - リンダ・ロンシュタット（1975年）
- Dane Donohue - Dane Donohue（1978年）
- Bakersfield Bound - Chris & Herb（1996年） - クリス・ヒルマンとハーブ・ペダーセン
- Mudcrutch 2 - Mudcrutch with Tom Petty（2016年）